# Melilotus
Melilotus Mill., 1754 è un genere di piante della famiglia delle Fabacee (o Leguminose).

## Etimologia
Il nome del genere deriva dai termini del greco antico μέλι / méli, miele, e λωτός / lôtós, Lotus (altro genere di Fabacea), in riferimento al carattere altamente mellifero delle piante di questo genere.

## Tassonomia
Il genere Melilotus comprende le seguenti specie:
- Melilotus albus Medik.
- Melilotus altissimus Thuill.
- Melilotus arenarius Grecescu
- Melilotus bicolor Boiss. & Balansa
- Melilotus dentatus (Waldst. & Kit.) Pers.
- Melilotus elegans Ser.
- Melilotus gorkemii Yıld.
- Melilotus × haussknechtianus O.E.Schulz
- Melilotus hirsutus Lipsky
- Melilotus indicus (L.) All.
- Melilotus infestus Guss.
- Melilotus italicus (L.) Lam.
- Melilotus macrocarpus Coss. & Durieu
- Melilotus neapolitanus Ten.
- Melilotus officinalis (L.) Pall.
- Melilotus polonicus (L.) Pall.
- Melilotus × schoenheitianus Hausskn.
- Melilotus segetalis (Brot.) Ser.
- Melilotus serratifolius Tackh. & Boulos
- Melilotus siculus (Turra) Steud.
- Melilotus speciosus Durieu
- Melilotus suaveolens Ledeb.
- Melilotus sulcatus Desf.
- Melilotus tauricus (M.Bieb.) Ser.
- Melilotus wolgicus Poir.

## Biologia
Melilotus officinalis e M. albus sono visitati dalle api, sia per il nettare che per il polline.